# Bowie engkilili
Bowie sabah (лат.) — вид блуждающих пауков рода Bowie (Ctenidae). Встречается в Малайзии (Engkilili).

## Описание
Пауки средних размеров, длина около 1 см. Красновато-коричневый до желтоватого с тёмными узорами. Дорсальная сторона просомы с характерной более светлой срединной полосой, расширенной за глазами, с нечеткими радиальными метками. Стернум и тазики желтоватые, лабиум и гнатококсы красновато-коричневые. Хелицеры чёрные. Ноги красновато-коричневые. Дорсальная и латеральная части опистосомы чёрные. Вентральная сторона опистосомы чёрная со светлыми узорами. Спиннереты и анальный бугорок чёрные.

## Таксономия и этимология
Вид был впервые описан в 2022 году. Видовое название происходит от типового места обнаружения (Engkilili, остров Калимантан, провинция Саравак, Малайзия). Внешне сходен с видом Bowie withinyou.